# Arthur Mattuck
Arthur Paul Mattuck (* 11. Juni 1930 in Brooklyn; † 8. Oktober 2021) war ein US-amerikanischer Mathematiker, der sich mit Algebraischer Geometrie befasste.

## Leben und Werk
Mattuck studierte am Swarthmore College mit dem Bachelor-Abschluss 1951 und wurde 1954 an der Princeton University bei Emil Artin promoviert (Abelian varieties over p-adic ground fields). Als Post-Doktorand war er an der Harvard University und von 1955 bis 1957 Moore Instructor am Massachusetts Institute of Technology (MIT). 1958 wurde er dort Assistant Professor und 1965 Professor. Mattuck stand von 1984 bis 1989 der Mathematik-Fakultät des MIT vor. 1972 und 1978 erhielt er den Class of 1922-Lehrstuhl für seine Erneuerung der Mathematiklehre am MIT. Insbesondere entwickelte er den Analysis-Kurs und publizierte auch über Lehrmethoden. Von 1972 bis 1989 sowie von 1982 bis 1984 stand er dem Undergraduate Committee am MIT vor; für Verdienste in der Lehre wurde er 1992 Margaret MacVicar Fellow. Er ist Fellow der American Mathematical Society.
1958 gab er mit John T. Tate eine Ableitung der Ungleichung von Guido Castelnuovo und Francesco Severi (Castelnuovo 1906) für Korrespondenzen von Kurven über algebraisch abgeschlossene Körpern aus dem Satz von Riemann-Roch. Alexander Grothendieck analysierte den Beweis und vereinfachte ihn weiter. Die Castelnuovo-Severi-Ungleichung spielt eine wichtige Rolle in André Weils Beweis der Riemannvermutung über Funktionenkörpern.
Von 1959 bis zur Scheidung 1977 war er mit der Chemikerin Joan Berkowitz verheiratet.

## Schriften
- Introduction to Analysis, Prentice Hall 1999
- mit John T. Tate On the inequality of Castelnuovo-Severi, Abhandlungen Mathematisches Seminar Universität Hamburg, Band 22, 1958, S. 295–299